# Panotla
Panotla es una localidad del estado mexicano de Tlaxcala. Es cabecera del municipio de Panotla.

## Demografía
| Censo | Población |
| ----- | --------- |
| 1900  | 1057      |
| 1910  | 877       |
| 1921  | 1177      |
| 1930  | 1321      |
| 1940  | 1485      |
| 1950  | 1945      |
| 1960  | 2416      |
| 1970  | 3117      |
| 1980  | 4662      |
| 1990  | 6188      |
| 1995  | 7479      |
| 2000  | 9811      |
| 2005  | 6354      |
| 2010  | 7356      |
| 2020  | 8696      |